# جيمس فيليب دان
جيمس فيليب دان (بالإنجليزية: James Philip Dunn)‏ هو ملحن أمريكي، ولد في 10 يناير 1884 في نيويورك في الولايات المتحدة، وتوفي في 24 يوليو 1936.

## وصلات خارجية
- جيمس فيليب دان على موقع ميوزك برينز (الإنجليزية)
- جيمس فيليب دان على موقع ديسكوغز (الإنجليزية)
- جيمس فيليب دان على موقع ديسكوغز (الإنجليزية)